# Sparta (Karolina Północna)
Sparta – miasto w Stanach Zjednoczonych, w stanie Karolina Północna, siedziba administracyjna hrabstwa Alleghany.